# Comitato Paralimpico Africano
Il Comitato Paralimpico Africano (in inglese African Paralympic Committee o African Sports Confederation of Disabled e in francese Comité Paralympique Africain) è un'organizzazione che raggruppa i comitati paralimpici per lo sport per disabili dell'Africa. Fa parte del Comitato Paralimpico Internazionale.

## Membri
| Stato               | Comitato                                                    | Nome ufficiale                                                   |
| ------------------- | ----------------------------------------------------------- | ---------------------------------------------------------------- |
| Algeria             | Comitato paralimpico algerino                               |                                                                  |
| Angola              | Comitato paralimpico angolano                               | Comité Paralímpico Angolano                                      |
| Benin               | Comitato paralimpico beninese                               | Federation Handisport du Benin-Comité National Paralympique      |
| Botswana            | Comitato paralimpico botswano                               | Paralympic Association of Botswana                               |
| Burkina Faso        | Comitato paralimpico burkinabé                              | Fédération Nationale Sports pour Personnes Handicapées           |
| Burundi             | Comitato paralimpico burundese                              | Burundi Paralympic Committee                                     |
| Camerun             | Comitato paralimpico camerunense                            | Comité National Paralympique Camerounais                         |
| Capo Verde          | Comitato paralimpico capoverdiano                           | Comité Paralimpico de Cabo Verde                                 |
| Comore              | Comitato paralimpico comoriano                              | National Paralympic Committee of Comoros                         |
| Costa d'Avorio      | Comitato paralimpico ivoriano                               | Fédération Ivoirienne des Sports Paralympiques                   |
| Egitto              | Comitato paralimpico egiziano                               | اللجنة البارالمبية المصرية                                       |
| Eritrea             | Comitato paralimpico eritreo                                |                                                                  |
| eSwatini            | Comitato paralimpico swazi                                  |                                                                  |
| Etiopia             | Comitato paralimpico etiope                                 | Ethiopian Paralympic Committee                                   |
| Gabon               | Comitato paralimpico gabonese                               | Federation Gabonaise Omnisports Paralympique Handicapées         |
| Gambia              | Comitato paralimpico gambiano                               | Gambia National Paralympic Committee                             |
| Ghana               | Comitato paralimpico ghanese                                | National Paralympic Committee of Ghana                           |
| Guinea              | Comitato paralimpico guineano                               | Guinea Paralympic Committee                                      |
| Guinea-Bissau       | Comitato paralimpico guineense                              | Guinea-Bissau Paralympic Committee                               |
| Kenya               | Comitato paralimpico keniota                                | Kenya National Paralympic Committee                              |
| Lesotho             | Comitato paralimpico lesothiano                             | National Paralympic Committee of Lesotho                         |
| Liberia             | Comitato paralimpico liberiano                              | Liberia National Paralympic Committee                            |
| Libia               | Comitato paralimpico libico                                 |                                                                  |
| Madagascar          | Comitato paralimpico malgascio                              | Fédération Malagasy Handisport                                   |
| Malawi              | Comitato paralimpico malawiano                              | Malawi Paralympic Committee                                      |
| Mali                | Comitato paralimpico maliano                                | National Paralympic Committee of Mali                            |
| Marocco             | Comitato paralimpico marocchino                             |                                                                  |
| Mauritius           | Comitato paralimpico mauriziano                             | Mauritius National Paralympic Committee                          |
| Mozambico           | Comitato paralimpico mozambicano                            |                                                                  |
| Namibia             | Comitato paralimpico namibiano                              | Namibia National Paralympic Committee                            |
| Niger               | Comitato paralimpico nigerino                               | National Paralympic Committee of Niger                           |
| Nigeria             | Comitato paralimpico nigeriano                              | Nigeria Paralympic Committee                                     |
| Rep. Centrafricana  | Comitato paralimpico centrafricano                          | Comité National Paralympique Centrafricain                       |
| Rep. del Congo      | Comitato paralimpico congolese                              | Comité National Paralympique Congolais                           |
| RD del Congo        | Comitato paralimpico della Repubblica Democratica del Congo |                                                                  |
| Ruanda              | Comitato paralimpico ruandese                               | National Paralympic Committee of Rwanda                          |
| São Tomé e Príncipe | Comitato paralimpico saotomense                             |                                                                  |
| Senegal             | Comitato paralimpico senegalese                             | Comité National Provisoire Handisport et Paralympique Sénégalais |
| Seychelles          | Comitato paralimpico seicellese                             |                                                                  |
| Sierra Leone        | Comitato paralimpico sierraleonese                          | Sierra Leone Paralympic Committee                                |
| Somalia             | Comitato paralimpico somalo                                 |                                                                  |
| Sudafrica           | Comitato paralimpico sudafricano                            | National Paralympic Committee of South Africa                    |
| Tanzania            | Comitato paralimpico tanzaniano                             | Tanzania Paralympic Committee                                    |
| Togo                | Comitato paralimpico togolese                               | Federation Togolaise de Sports Paralympiques                     |
| Tunisia             | Comitato paralimpico tunisino                               | الجامعة التونسية لرياضة المعوقين                                 |
| Uganda              | Comitato paralimpico ugandese                               | Uganda National Paralympic Committee                             |
| Zambia              | Comitato paralimpico zambiano                               | National Paralympic Committee of Zambia                          |
| Zimbabwe            | Comitato paralimpico zimbabwese                             | Zimbabwe National Paralympic Committee                           |